# Специфична топлина на изпарение
Специфична топлина на изпарение е физична величина — количеството топлина, което е необходимо да получи единица маса от дадено вещество при постоянна температура, за да премине от течно в газообразно състояние.
Тя се означава с латинската буква r, а формулата е r=Q/m, тоест специфична топлина на изпарение ще наричаме количеството топлина Q, което е необходимо, за да се изпари течност с маса m = 1 kg при постоянна температура. Специфичната топлина на изпарение както и специфичната топлина на топене се измерват в единици J/kg.
Топлина на изпарение ще наричаме нужното количество топлина, за да се изпари някаква течност. Топлината на изпарение се получава като се замести по формулата за специфична топлина на изпарение r=Q/m → Q=r.m
В таблицата по-долу са показани някои вещества и техните температури на кипене и специфичната топлина на изпарение.
| Вещество       | Температура на кипене,°C | Специфична топлина на изпарение r, J/kg |
| -------------- | ------------------------ | --------------------------------------- |
| Хелий/(He)     | -268,93                  | 2,09.104                                |
| Азот/(N)       | -195,81                  | 2,01.105                                |
| Кислород/(O2)  | -183                     | 0,21.106                                |
| Спирт/(C2H5OH) | 78                       | 8,54.105                                |
| Вода/(H2O)     | 100,0                    | 2,26.106                                |
| Сяра/(H2O)     | 445                      | 0,33.106                                |
| Мед/(Cu)       | 1187                     | 5.06.106                                |
| Олово/(Pb)     | 1750                     | 8,70.105                                |
| Алуминий/(Al)  | 2450                     | 1,14.107                                |
| Злато/(Au)     | 2660                     | 1,6.106                                 |
| Волфрам/(W)    | 5900                     | 4,6.106                                 |

## Изпарение
Графиката показва какво се случва при процеса на изпарение. При нагряване на веществата (в нашия случай вода), след достигане температурата на кипене започва процес на изпарение. При него молекулите с най-висока кинетична енергия (Ек) напускат течността и тя започва да се охлажда. На графиката е показан обикновен модел за изпарение на течността вода, предложен неотдавна. Предполага се, че енергията, необходима за напускането на свободен атом от течността е еквивалентна с енергията, необходима за преодоляване на съпротивата на повърхността на течността. Моделът позволява изчисляване на латентна топлина чрез умножаване на максималната площ обхващаща атомите с повърхностното напрежение и броя на атомите в течността. По този начин са изчислени латентните топлини на 45 елемента, както изчисленията са придружени с експерименти.